# Johann Wilhelm Häßler

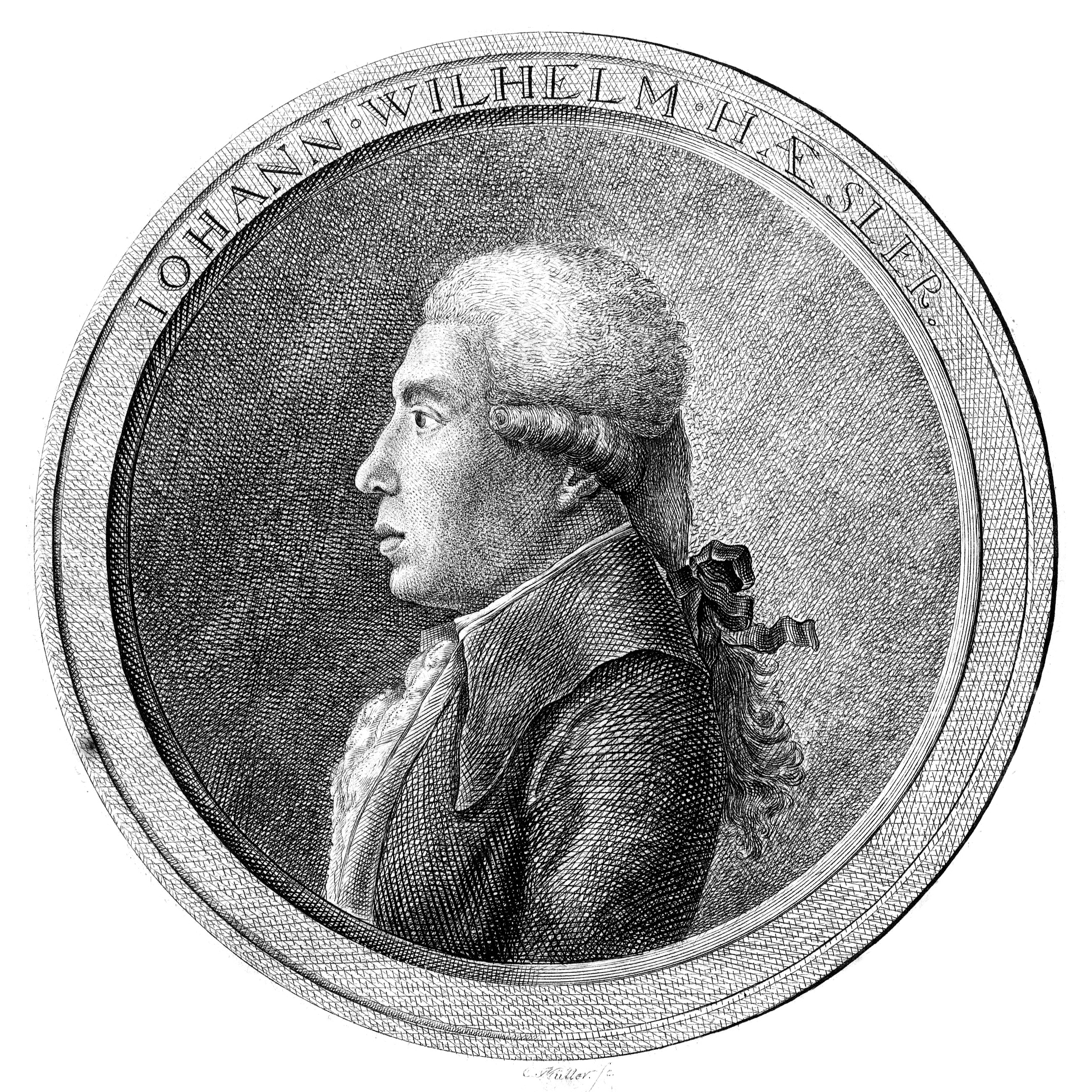
Johann Wilhelm Häßler (1786)

Johann Wilhelm Häßler (* 29. März 1747 in Erfurt; † 29. März 1822 in Moskau) war ein deutscher Komponist und Organist.

## Leben

### Erfurter Zeit
Häßler war der Sohn eines Mützenfabrikanten und Strumpfwirkers. Er erlernte zunächst den letztgenannten Beruf, erhielt aber daneben eine musikalische Ausbildung bei seinem Onkel Johann Christian Kittel, einem Schüler Johann Sebastian Bachs. Bereits im Alter von 15 Jahren wirkte er erstmals als Organist an der Erfurter Barfüßerkirche und trat damit die Nachfolge seines Onkels in dieser Funktion an. Es folgten Konzertreisen, auf denen er sich als Klaviervirtuose einen Namen machte. Zu Häßlers Schülern in Erfurt zählte die Juwelierstochter Sophia Barbara Kiel (1761–1844), die seine Ehefrau wurde.
Im Jahre 1780 führte er mit Unterstützung des Statthalters zu Erfurt, Karl Theodor von Dalberg, die sogenannten Winterkonzerte als ständige Einrichtung ein. Im Rahmen dieser Veranstaltungsreihe machte er auch die Bekanntschaft mit Goethe. Später wurden die Konzerte von Häßlers Frau organisiert.
Wolfgang Amadé Mozart beurteilte Häßlers Orgelspiel nicht positiv. In einem Brief vom 16. April 1789 an seine Frau Constanze, als er an der Silbermann-Orgel in der Dresdner Hofkirche auf Johann Wilhelm Häßler traf, meinte er: [...] Nun glauben die Leute hier, weil ich von Wien komme, daß ich diesen Geschmack und diese Art zu spielen gar nicht kenne. – ich setzte mich also zur Orgel und spielte. – der fürst Lichnowskÿ (weil er Häßler gut kennt) beredet ihn mit vieler Mühe auch zu spielen; – die force von diesem Häßler besteht auf der Orgel in füssen, welches, weil hier die Pedale stuffenweise gehen, aber keine so große Kunst ist; übrigens hat er nur Harmonie und Modulationen vom alten Sebastian Bach aus- wendig gelernt, und ist nicht im Stande eine fuge ordentlich auszuführen – und hat kein solides Spiel – ist folglich noch lange kein Albrechtsberger. [...]
1790 begab Häßler sich nach London, wo er gemeinsam mit Joseph Haydn konzertierte.

### Russland
Nach einem Konzert in Riga im September 1792 reiste er nach St. Petersburg weiter, wo ihn die Zarin Katharina der Großen zum Kaiserlich-Russischen Hofkapellmeister ernannte. Hier gab er Konzerte und wirkte bei der Gründung eines Musikverlages mit, der es sich zum Ziel setzte, die Werke deutscher Klassiker zu veröffentlichen und gleichzeitig zeitgenössische russische Komponisten zu animieren, ihre Werke ebenfalls auf diesem Wege der breiten Öffentlichkeit bekanntzumachen.
1794 siedelte er nach Moskau um. Dort erwarb er mit seinen Orgel- und Klavierkonzerten große Anerkennung und rief Begeisterung hervor. Der Dichter Iwan Iwanowitsch Dmitrijew pries ihn in einem Gedicht: O Hässler, woher nahmst du deine zauberhafte Kunst? Du gibst dem Sterblichen welch ein Gefühl. (...)  Hässler machte Johann Sebastian Bach in Russland populär und beeinflusste den Musikgeschmack von Musikern und Zuhörern. Seine musikpädagogische und didaktische Tätigkeit als Klavierlehrer war von großer Bedeutung. Nach dreißigjähriger Wirksamkeit starb er in Russland.
Seine kompositorisches Werk umfasst Sonaten, Kantaten, Etüden und Instrumentalkompositionen, insbesondere für Klavier.
Seine Tochter war die Opernsängerin Henriette Eberwein, sein Schwiegersohn Franz Carl Adelbert Eberwein.

## Werke
- Charakterstück op. 27 Nr. 2
- „50 Stücke für Anfänger“ op. 38
- 360 Präludien in allen Tonarten op. 47 (1817)
- „Etudes en Vingt-quatre Valses“ op. 49
- „Grand concerto“ op. 50
- „Sechs leichte Sonaten“
- Kantate „Erfurt“
- Sonate für Cembalo Nr. 3 d-Moll